# Setaria italica

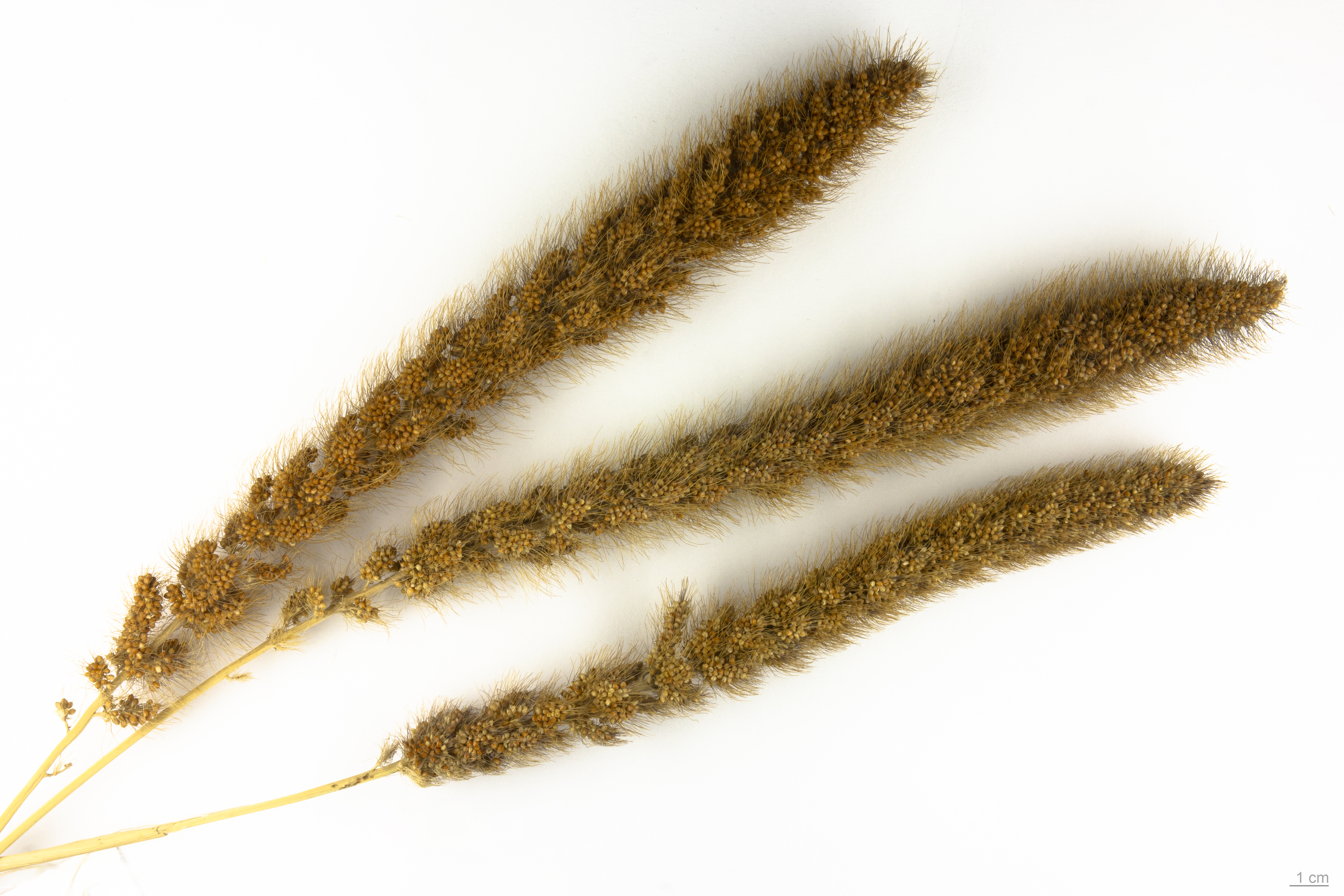
Setaria italica - Museo di Tolosa

Setaria italica (L.) P.Beauv., 1812 è un cereale appartenente alla famiglia delle Poacee a grano nudo e molto simile al miglio (Panicum miliaceum). La Setaria italica è anche chiamata panìco per le sue pannocchie (paniculae) o miglio coda di volpe. Due sue varietà sono il miglio coda di volpe rosso e bianco.

## Descrizione
Possiede fiori ermafroditi, l'infiorescenza è a pannocchia compatta con rachide peloso su cui si inseriscono spighette con setole; è una pianta a fotosintesi C4.
Come tutti i cereali macrotermi ha bisogno di almeno 15 °C per germinare e per compiere il ciclo biologico, che dura 70-90 giorni a seconda della varietà.
La pianta si sviluppa in primavera-estate e si adatta a terreni poveri e a climi arido-secchi, non richiedendo molta irrigazione.

## Usi
È la seconda specie di miglio più coltivata nel mondo e la prima in Asia orientale.
Presso i Romani era usato per preparare una specie di polenta, dopo essere stato pestato nel mortaio.
È molto usato in Cina, India e medio oriente per l'alimentazione umana, mentre in Europa e Nord America viene usato solamente come mangime per animali (becchime per uccelli o, a pianta completa, come foraggio).

## Curiosità
Il nome dell'azienda tecnologica cinese Xiaomi (小米)  è una parola della lingua cinese che si riferisce a questa specie di cereale.